# Bucks County
Das Bucks County ist ein County im US-Bundesstaat Pennsylvania. Bei der Volkszählung im Jahr 2020 hatte das County 646.538 Einwohner und eine Bevölkerungsdichte von 411 Einwohnern pro Quadratkilometer. Der Verwaltungssitz (County Seat) ist Doylestown.
Das Bucks County ist Bestandteil der Metropolregion Delaware Valley.

## Geographie
Das County liegt im nördlichen Vorortbereich der Stadt Philadelphia am Delaware River, der im Osten die Grenze zu New Jersey bildet. Das Bucks County hat eine Fläche von 1.611 Quadratkilometern, wovon 38 Quadratkilometer Wasserfläche sind. Es grenzt an folgende Countys:
| Lehigh County     | Northampton County | Warren County (New Jersey), Hunterdon County (New Jersey) |
| Montgomery County |                    | Mercer County (New Jersey)                                |
|                   | Philadelphia       | Burlington County (New Jersey)                            |

## Geschichte

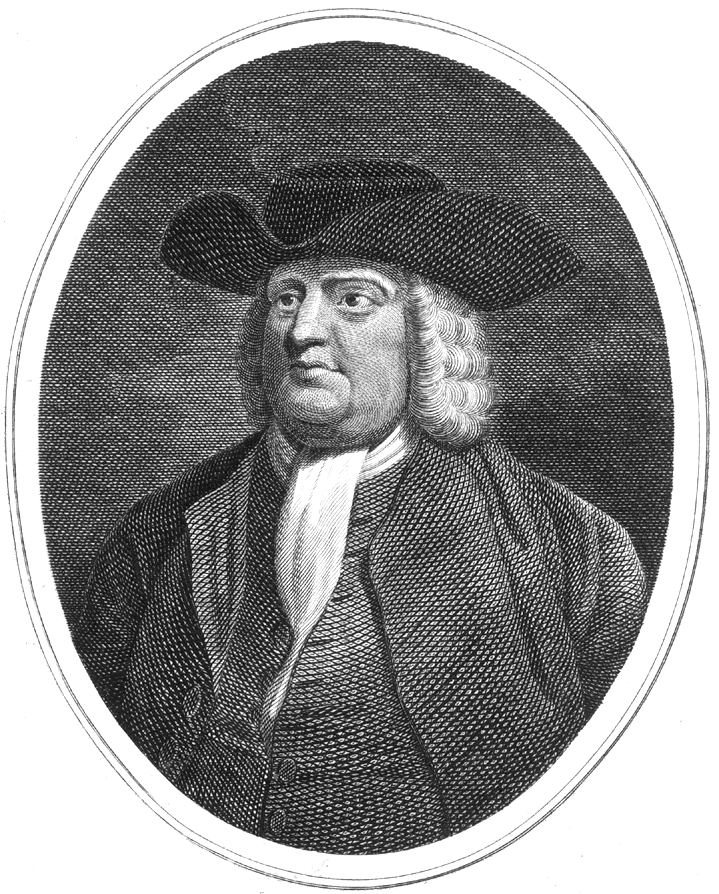
William Penn

Das Bucks County wurde am 10. März 1682 von William Penn als eines von drei Originalcountys von Pennsylvania gegründet und ursprünglich nach dessen Heimat Buckinghamshire benannt. Penn lebte auf dem Gebiet des Countys.

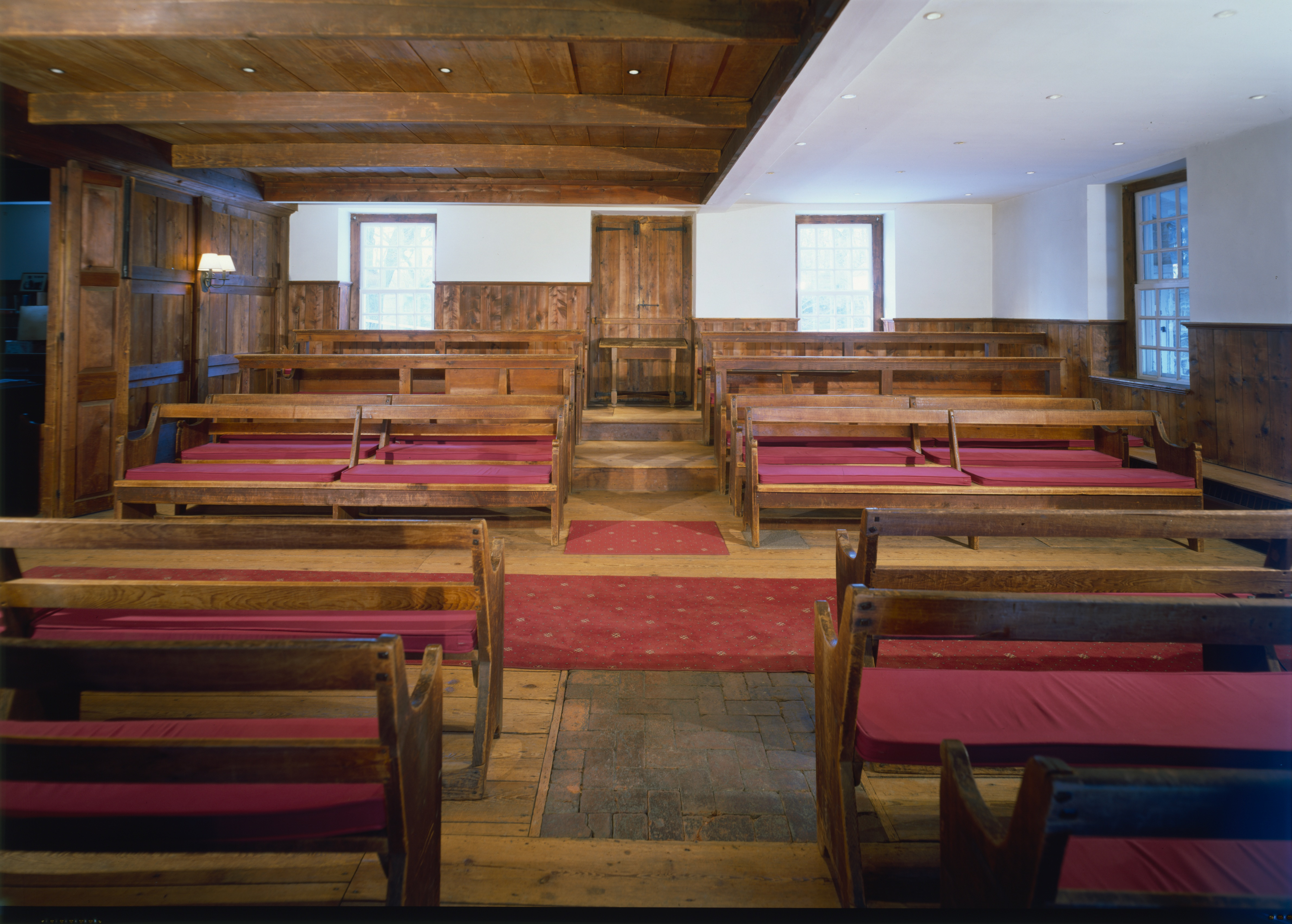
Im Buckingham Friends Meeting House (Historic American Buildings Survey, nach 1933). Dieses Versammlungshaus der Quäker ist einer von neun Orten im County mit dem Status einer National Historic Landmark.

Neun Orte im County haben den Status einer National Historic Landmark. 159 Bauwerke und Stätten des Countys sind im National Register of Historic Places (NRHP) eingetragen (Stand 20. Juli 2018).

## Demografische Daten
Nach der Volkszählung im Jahr 2010 lebten im Bucks County 625.249 Menschen in 227.204 Haushalten. Die Bevölkerungsdichte betrug 397,5 Einwohner pro Quadratkilometer.
Ethnisch betrachtet setzte sich die Bevölkerung zusammen aus 89,2 Prozent Weißen, 3,6 Prozent Afroamerikanern, 0,2 Prozent amerikanischen Ureinwohnern, 3,8 Prozent Asiaten sowie aus anderen ethnischen Gruppen; 1,7 Prozent stammten von zwei oder mehr Ethnien ab. 4,3 Prozent der Bevölkerung waren spanischer oder lateinamerikanischer Abstammung, die verschiedenen der genannten Gruppen angehörten.
In den 227.204 Haushalten lebten statistisch je 2,66 Personen.
22,7 Prozent der Bevölkerung waren unter 18 Jahre alt, 62,9 Prozent waren zwischen 19 und 64 und 14,4 Prozent waren 65 Jahre oder älter. 50,7 Prozent der Bevölkerung war weiblich.

Das jährliche Durchschnittseinkommen eines Haushalts betrug 75.895 USD. Das Prokopfeinkommen betrug 35.039 USD. 4,2 Prozent der Einwohner lebten unterhalb der Armutsgrenze.

## Städte und Gemeinden

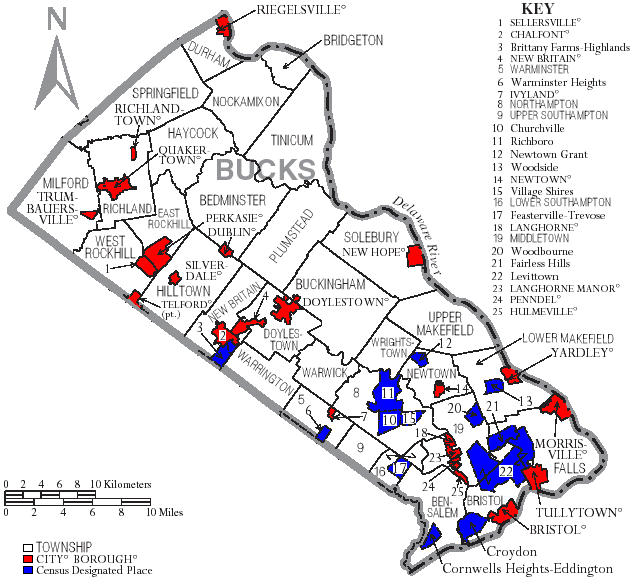
Karte des Bucks Countys

Die Kommunen und sonstigen Siedlungen im Bucks County haben verschiedene Siedlungsformen. Bei Boroughs und bei für Pennsylvania typischen Home Rule Municipalities handelt es sich um selbstverwaltete Gemeinden. Siedlungen ohne Selbstverwaltung sind Census - designated places und Unincorporated Communities.
Townships in Bucks County
| - Bedminster - Bensalem - Bridgeton - Bristol - Buckingham - Doylestown - Durham - East Rockhill | - Falls - Haycock - Hilltown - Lower Makefield - Lower Southampton - Middletown - Milford - New Britain | - Newtown - Nockamixon - Northampton - Plumstead - Richland - Solebury - Springfield - Tinicum | - Upper Makefield - Upper Southampton - Warminster - Warrington - Warwick - West Rockhill - Wrightstown |

Boroughs
| - Bristol - Doylestown - Dublin - Hulmeville - Ivyland - Langhorne | - Langhorne Manor - Morrisville - New Britain - New Hope - Newtown - Penndel | - Perkasie - Quakertown - Richlandtown - Riegelsville - Sellersville - Silverdale | - Telford1 - Trumbauersville - Tullytown - Yardley |

Home Rule Municipality
- Chalfont

Census-designated places (CDP)
| - Brittany Farms - The Highlands - Churchville - Cornwells Heights - Eddington - Croydon - Fairless Hills | - Feasterville - Trevose - Levittown - Newtown Grant - Richboro - Village Shires | - Warminster Heights - Woodbourne - Woodside |

Unincorporated Communitys
| - Erwinna - Fallsington - Lumberville - Southampton | - Uhlerstown - Upper Black Eddy - Mechanicsville - Carversville | - Gardenville - Point Pleasant |

1 – teilweise im Montgomery County